# 額依多布多爾濟
額依多布多爾濟（18世纪—1829年），又作卫多布多尔济，博尔济吉特氏，清朝喀尔喀蒙古第十一代土谢图汗。
額依多布多爾濟是第四代土谢图汗多爾濟額爾德尼阿海的玄孙，第五代土谢图汗旺札勒多爾濟的曾孙，第六代土谢图汗敦丹多爾濟的孙子，第九代土谢图汗車登多爾濟的儿子。嘉庆二十年（1815年）十一月戊子，嘉庆帝以故喀尔喀土谢图汗部土谢图汗车登多尔济子额依多布多尔济，袭爵土谢图汗。道光九年（1829年）額依多布多爾濟去世，六月辛卯，道光帝谕内阁，命額依多布多爾濟长子雅凌泰承袭汗爵，所有汗爵，著加恩准其承袭。道光十二年（1832年）雅凌泰去世，額依多布多爾濟次子車林多爾濟袭封土谢图汗。